# Koblenz (Svizzera)
Koblenz (toponimo tedesco) è un comune svizzero di 1 655 abitanti del Canton Argovia, nel distretto di Zurzach.

## Geografia fisica

La confluenza dell'Aar nel Reno

Koblenz è situato alla confluenza dell'Aar nel Reno al confine con la Germania.

## Monumenti e luoghi d'interesse

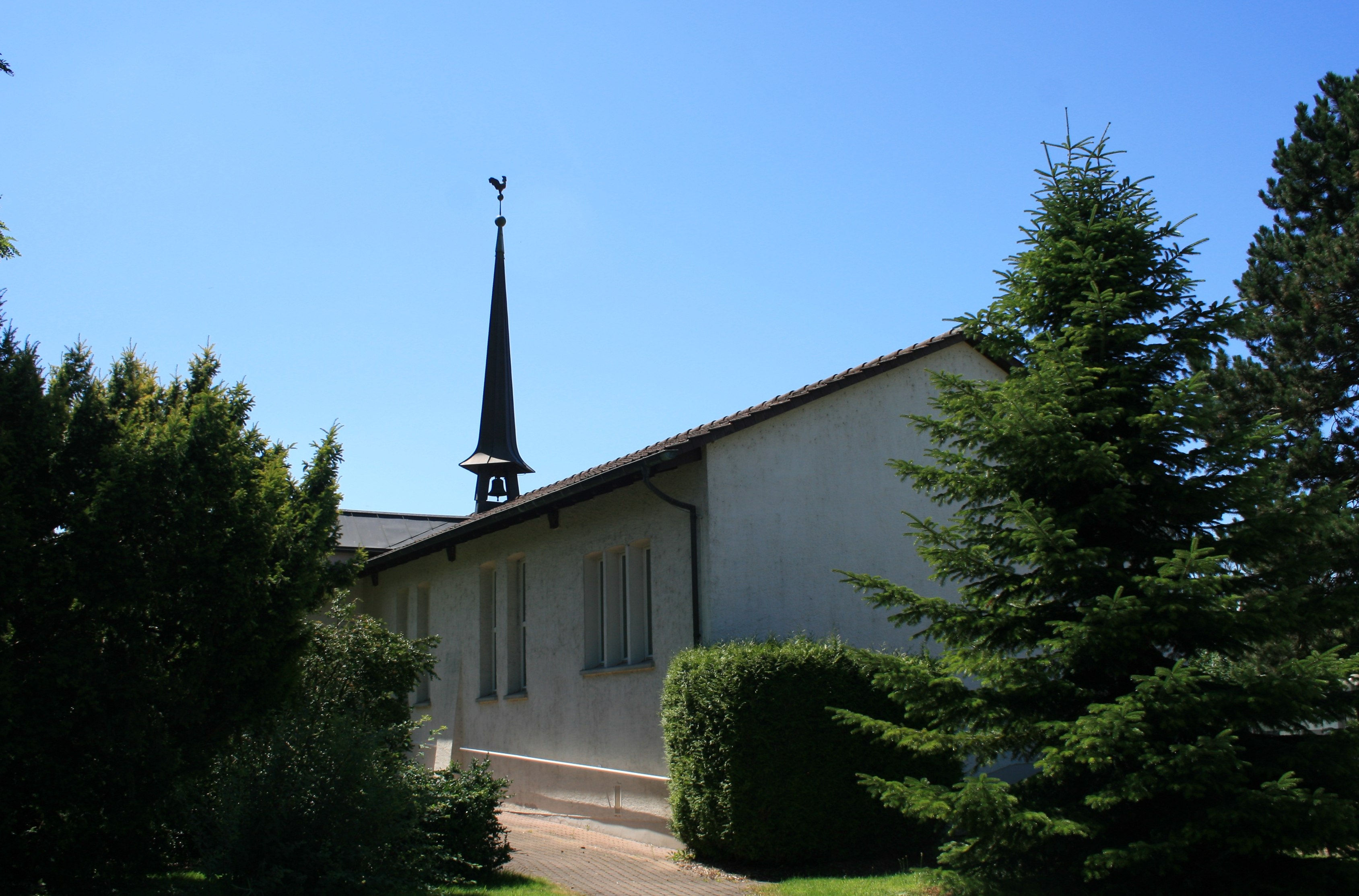
La chiesa riformata

- Chiesa cattolica di Santa Verena, attestata dal 1305[1];
- Chiesa riformata, eretta nel 1926[1].

## Società

### Evoluzione demografica
L'evoluzione demografica è riportata nella seguente tabella:
Abitanti censiti

## Infrastrutture e trasporti

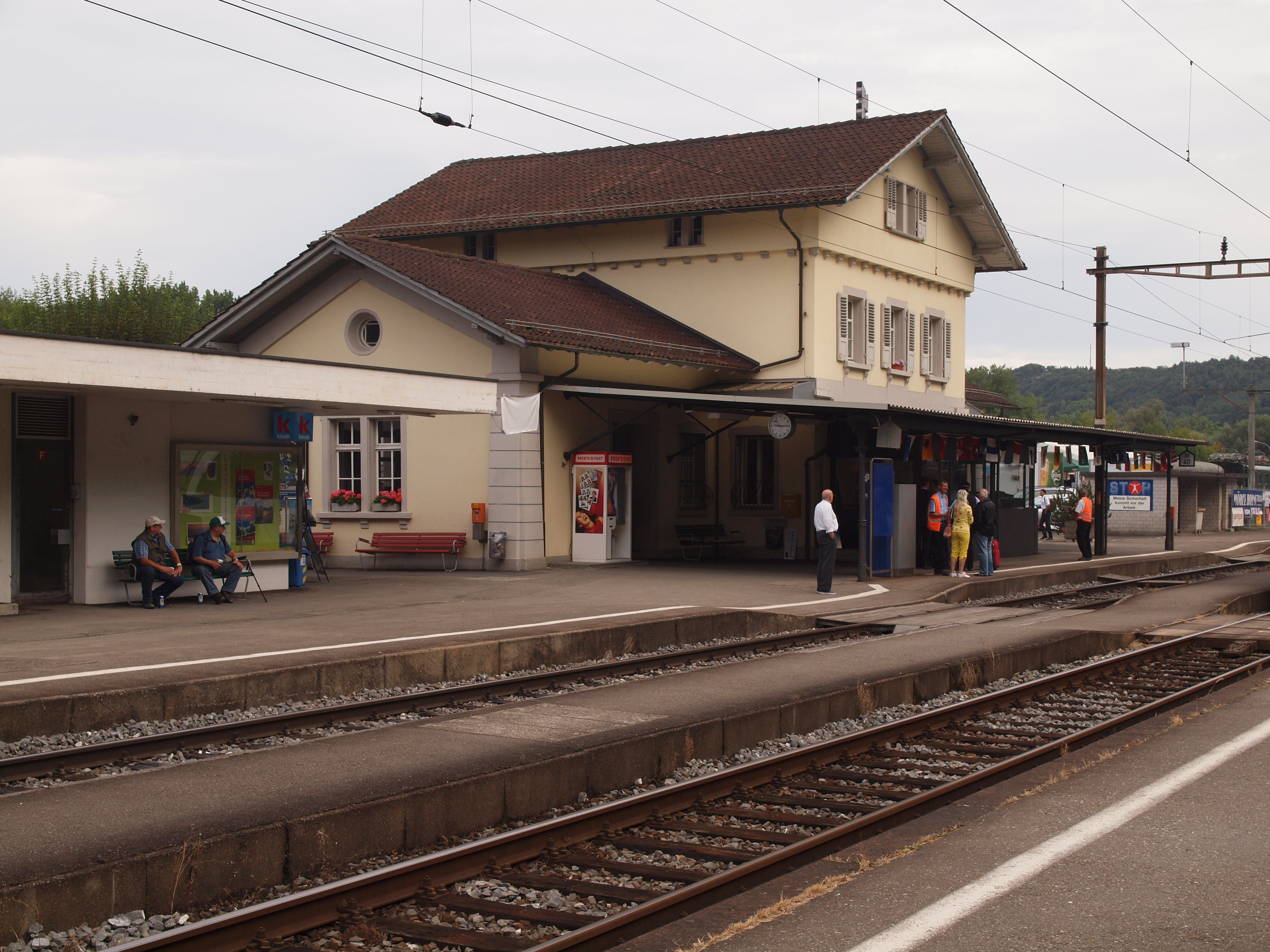
La stazione di Koblenz

Rilevante nodo ferroviario, Koblenz è servito dall'omonima stazione sulle ferrovie Turgi-Koblenz-Waldshut, Winterthur-Koblenz e Koblenz-Stein-Säckingen.

## Amministrazione
Ogni famiglia originaria del luogo fa parte del cosiddetto comune patriziale e ha la responsabilità della manutenzione di ogni bene ricadente all'interno dei confini del comune.